# Pologne au Concours Eurovision de la chanson 2017
La Pologne est l'un des quarante-deux pays participants du Concours Eurovision de la chanson 2017, qui se déroule à Kiev en Ukraine. Le pays est représenté par la chanteuse Kasia Moś et sa chanson Flashlight, choisies via l'émission Eliminacje Krajowe. Lors de l'Eurovision, le pays termine 22e en finale, recevant 64 points.

## Sélection
Le diffuseur polonais TVP confirme sa participation le 7 octobre 2016. Il annonce plus tard qu'il tiendra sa finale nationale, Eliminacje Krajowe le 18 février 2017.
Les candidats de la sélection sont révélés le 12 février 2017. Contrairement à 2016, le vainqueur ne sera pas désigné par un vote du public seul, mais par une combinaison d'un vote de jury et du télévote, comptant chacun pour moitié du résultat final.
| Ordre | Artiste                 | Chanson             | Jury | Télévote | Total | Place |
| ----- | ----------------------- | ------------------- | ---- | -------- | ----- | ----- |
| 1     | Martin Fitch            | Fight for us        | 6    | 2        | 8     | 7     |
| 2     | Małgorzata Uściłowska   | Only human          | 3    | 5        | 8     | 6     |
| 3     | Isabell Otrębus-Larsson | Voiceless           | 9    | 6        | 15    | 4     |
| 4     | Paulla                  | Chcę tam z tobą być | 4    | 3        | 7     | 8     |
| 5     | Olaf Bressa             | You look good       | 1    | 1        | 2     | 10    |
| 6     | Kasia Moś               | Flashlight          | 10   | 9        | 19    | 1     |
| 7     | Aneta Sablik            | Ulalala             | 2    | 4        | 6     | 9     |
| 8     | Rafał Brzozowski        | Sky over Europe     | 8    | 8        | 16    | 2     |
| 9     | Carmell                 | Faces               | 5    | 10       | 15    | 3     |
| 10    | Agata Nizińska          | Reason              | 7    | 7        | 14    | 5     |

Au terme du vote, Kasia Moś est désignée comme la représentante de la Pologne au Concours 2017 avec sa chanson Flashlight.

## À l'Eurovision
La Pologne participe à la première demi-finale, le 9 mai 2017. Arrivé 9e avec 119 points, le pays se qualifie pour la finale du 13 mai 2017, où il termine 22e avec 64 points.